# Eros Ramazzotti
Eros Luciano Walter Ramazzotti (Cinecittà Est, Roma; 28 de octubre de 1963), conocido simplemente como Eros Ramazzotti, es un cantautor italiano de Pop rock. Tanto en su país de origen como en Europa e Hispanoamérica es una figura destacada de la escena musical. A lo largo de su carrera ha vendido más de 70 millones de discos y es reconocido por su timbre nasal característico. En 2022 publicó el álbum Battito infinito (Latido infinito), editado por Capitol Records/Universal, y en 2025 anunció la gira mundial Una historia importante World Tour, con fechas en 2025 y 2026.
Ha logrado vender más de 65 millones de discos en todo el mundo, lo que lo convierte en el artista italiano masculino más vendido en la historia de su país y junto con sus compatriotas Laura Pausini, Andrea Bocelli, y Umberto Tozzi, como uno de los artistas italianos más destacados a nivel mundial.
Es parte de la Nazionale Italiana Cantanti, equipo de fútbol formado por cantantes italianos, de la cual ha sido presidente en distintos periodos (desde 1992 y nuevamente entre 2013 y 2017). Es reconocido hincha de la Juventus.
Su álbum "En todos los sentidos" contribuyó en gran parte, para ser reconocido su estilo y talento en América Latina.

## Biografía

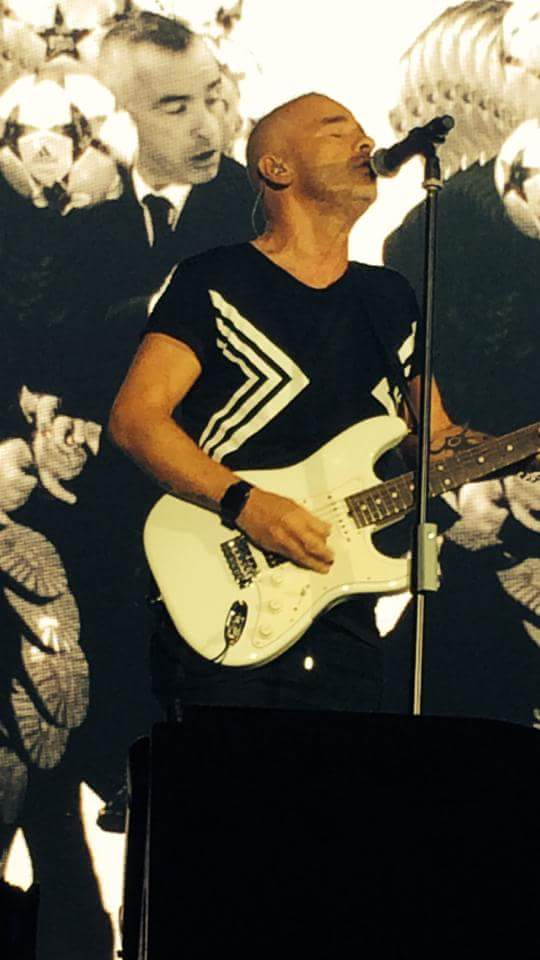
Eros Ramazzotti en un concierto de 2015.

Es hijo de Rodolfo Ramazzotti, originario de Viterbo (en el Lacio, cerca de Roma) y Raffaella Molina, oriunda de Vibo Valentia (ciudad en la región italiana de Calabria), nació el 28 de octubre de 1963 en el hospital de San Giovanni, en Roma, y vivió en el barrio de Cinecittà en Roma, junto a los grandes estudios de cine. En su infancia participó de extra junto a sus amigos en algunas películas, e incluso afirmó en una entrevista en la televisión italiana que sale en Amarcord de Federico Fellini (película que ganó el Óscar a la mejor película extranjera en 1973). En la adolescencia estuvo a punto de emigrar a Australia con su familia; de hecho, tomaba clases de inglés en una academia cercana a la estación de Termini, pero la solicitud fue rechazada. Su padre era pintor, pero en el pasado intentó dedicarse a la canción, llegando a grabar dos canciones: Lui è uno y Voglio andare sulla luna.
Intenta entrar en el conservatorio, pero es rechazado por no saber leer música. Se presenta con una canción de Francesco De Gregori (Pezzi di vetro). Abandonó el colegio Margherita Bosco, existente todavía en la actualidad, el mismo colegio donde más tarde estudiarían los futbolistas Alessandro Nesta y Francesco Totti. Estudió Contabilidad durante dos años, pero abandonó a finales de los años '70 y comenzó a dar sus primeros pasos en la música.

### 1982-1986: Inicios y carrera musical
En 1982 lanzó lo que fue su primer sencillo Ad un amico, dedicado a sus dos amigos Ivano y Marco, que murieron en la adolescencia (por accidente de coche y enfermedad pulmonar, respectivamente). Con ellos había formado un grupo en su juventud, se llamaban I Santana. Las dos primeras canciones son Ad un amico (A un amigo) y Sole che viene (Sol que viene).
En 1984 se presentó con su segundo sencillo Terra promessa (Tierra prometida), compuesta por él mismo y ayudado por reconocidos compositores italianos, Alberto Salerno en la letra y Renato Brioschi en la música. Este segundo sencillo incluye los temas Terra promessa y Bella storia (Bella historia). Este año es también el año de debut en el Festival de la Canción de Sanremo, el cual gana en la categoría de Nuevas Voces.
En 1985 lanza su primer álbum Cuori agitati (Almas rebeldes), y el sencillo Una storia importante (Una historia importante) vende sólo en Francia un millón de copias. Ese álbum se edita también en España (su primer mercado de habla castellana) pero, curiosamente, no incluye los dos sencillos grabados en dicho idioma Almas rebeldes / Una historia importante, sino solamente el segundo Una historia importante, ni siquiera en sus futuras reediciones al formato CD, haciendo así de 'Almas rebeldes' un disco muy buscado por los coleccionistas de todo el mundo por su rareza (solamente se publicó, en castellano y en España, como sencillo en vinilo). El álbum Ora (Ahora) dio la fama a Eros Ramazzotti al comienzo de su carrera, ya que esta canción solo fue grabada en habla Italiana y se vendió medio millón copias de ese sencillo en Italia. Fue con Una storia importante con la que se presenta por segundo año al festival de San Remo, pero esta vez entre los grandes de la canción italiana; queda sexto.
En 1986 lanza su segundo álbum Nuovi eroi (Héroes de hoy), en el que va incluido Adesso tu (Ahora tu), canción con la que sí logra ganar en San Remo y convertirse así en el primero en conseguir ganar el Festival dos veces en menos de tres años. La canción, autobiográfica, del ...ragazzo di periferia... se convierte así en un himno para toda una generación.

### 1987-1989: La confirmación
En 1987 lanza su tercer álbum In certi momenti (En ciertos momentos) incluye el primer dueto de toda su carrera, La luce buona delle stelle cantada con Patsy Kensit vocalista del grupo Eighth Wonder. En el mismo disco está Ma che bello questo amore (Fantástico amor), una de las canciones que no pueden faltar en sus conciertos y otras como Occhi di spera
Eros.

### 1989-1999: Consagración en los años 1990

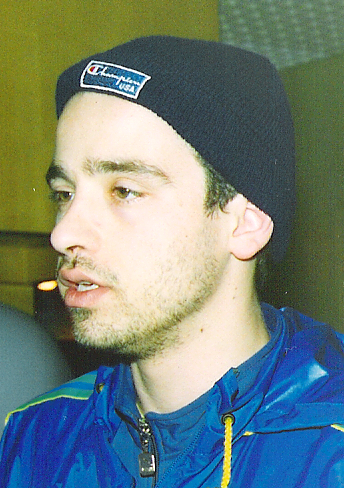
Eros a principios de la década de 1990.

Tras un año sin lanzar nada nuevo al mercado, llegó In ogni senso (En todos los sentidos) (1990), donde se incluyen canciones tales como Se bastasse una canzone (Si bastasen un par de canciones) y Amarti è l'immenso per me (Amarte es total) cantada a dúo con Antonella Bucci. El disco incluye también Dolce Barbara (Un atardecer violento) dedicada a la madre de Bárbara Polidori, una joven fan del pueblo de Caserta, enferma de esclerosis lateral amiotrófica. Eros, conocedor de su enfermedad, se vuelca hacia ella, la lleva a conciertos, queda con ella, y cuando fallece su mejor homenaje lo realiza en forma de música.
En 1993 Eros sorprendió con Tutte storie (Todo historias) y los acordes del primer sencillo Cose della vita (Cosas de la vida), lo más rock que ha hecho el cantante. Dicho sencillo tuvo otra sorpresa, el vídeo fue dirigido por Spike Lee, y era la primera vez que el director trabajaba con un europeo. En el mismo disco se encuentra Silver e Missie (Silver y Missie), canción que trata sobre la historia de dos delfines, que formaban parte del proyecto, Into the blue, se trató de salvarlos y liberarlos, y se consiguió movilizar a todo el país transalpino.  También es de destacar la canción Favola (Fábula), inspirada en el cuento Las transformaciones de Píktor, de Hermann Hesse. Esodi (Éxodos) que habla de los exiliados de la antigua Yugoslavia, Un'altra te (Otra como tu)...
El 21 de mayo de 1996 salió Dove c'è música (Donde hay música), el disco que más ha vendido (más de siete millones por todo el mundo). Este disco es importante por ser el primero que el propio Eros produce con su recientemente creada Radiorama, una agencia musical que dirige su hermano Marco y porque es el primero que lanza el artista sin la colaboración de su productor habitual, Piero Cassano. "Più bella cosa" (La cosa más bella), también conocido en España como "Gracias por existir" fue el sencillo más radiado en 1996. L'Aurora (La Aurora) está dedicada a su hija Aurora Sophie. Lettera al futuro (Carta al futuro) está inspirada en La máscara de la muerte roja, un cuento de Edgar Allan Poe. Yo sin ti que es la única canción que está presente en castellano en ambas ediciones de los dos discos (versión en castellano y en italiano). Eros compuso la música y las letras para el disco en castellano fueron adaptadas por Nacho Mañó, uno de los componentes del grupo Presuntos Implicados, José Mañó y Javier Bori. 
Con este disco también se gesta lo que será el futuro grupo de trabajo de Eros, ya que conoce a su actual coautor de las melodías de Eros, el profesor Claudio Guidetti.

### 2000-2010:9yAlas y raíces

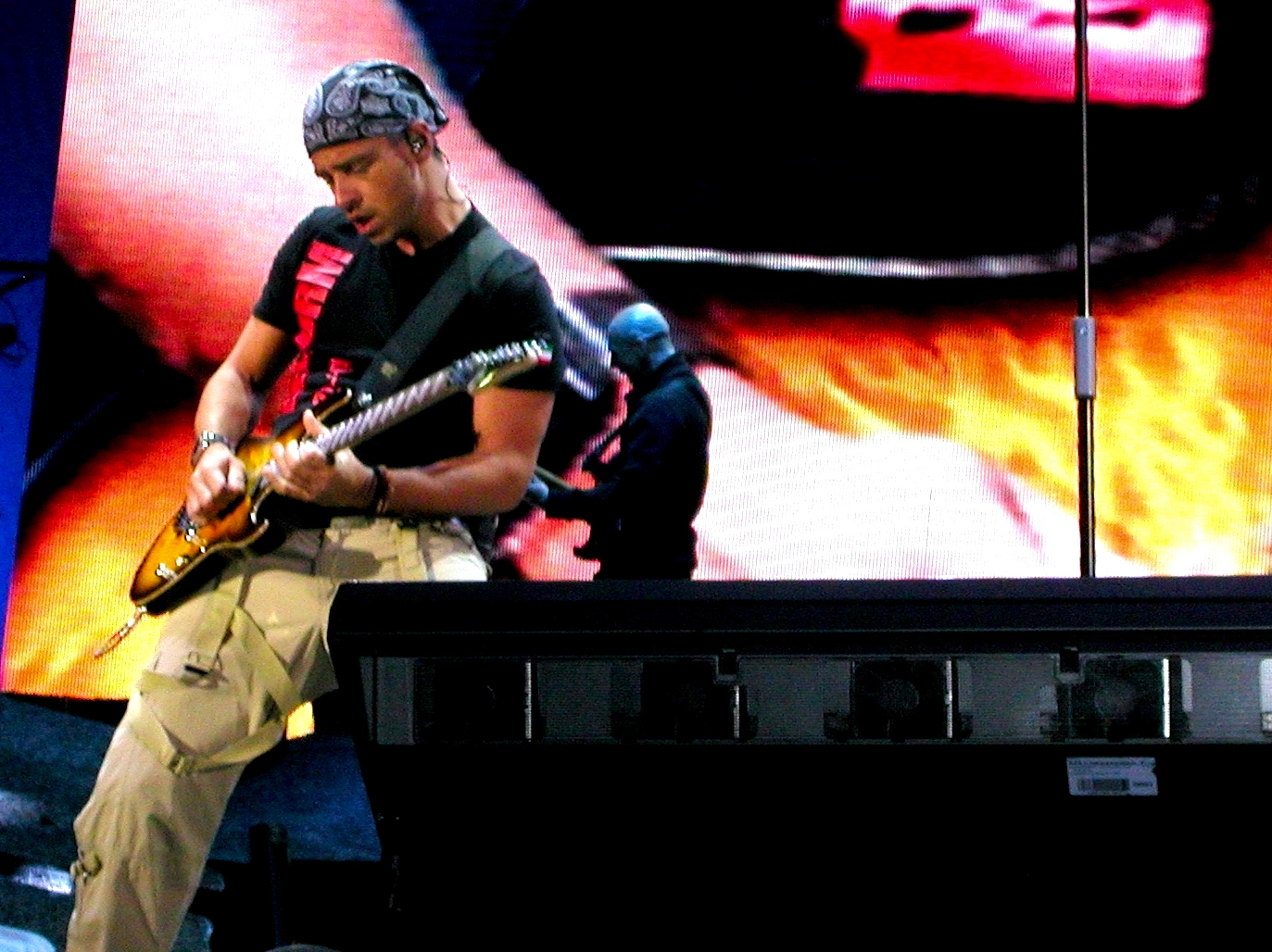
Eros Ramazzotti en concierto.

Tras el parón, en el año 2000, Eros volvió a escena con Stilelibero (Estilolibre) producido a medias entre Eros y su amigo-compositor-ayudante Claudio Guidetti además de Rick Nowell, Trevor Horn, y Celso Valli (su arreglista de toda la vida). En él vuelve con otro dueto Più che puoi, esta vez con Cher y otras canciones como Fuoco nel fuoco (Fuego en el fuego), primer sencillo y Per me per sempre (Para mi será por siempre).
El 3 de junio de 2003 ve la luz 9, el disco más autobiográfico que ha hecho el cantante, en el disco se encuentran Un'emozione per sempre (Una emoción para siempre), primer sencillo del disco y originalmente escrito para su amigo Alex Baroni, pero que nunca pudo cantar, ya que meses antes moría tras un accidente de moto en Roma, Piccola pietra (Piedra pequeña) que está basada en el libro que lleva por título La danza inmóvil, del escritor peruano Manuel Scorza. Ti vorrei rivivere (Revivirte otra vez) que está dedicada a Donatella, la chica que aparece en la portada de In certi momenti (En ciertos momentos) junto a él y que fue su primer gran amor. El disco, que batió todos los récords de permanencia en las listas de ventas de Italia, lo hace, de nuevo, embarcarse en una nueva gira mundial, que pasa por Roma el 7 de julio de 2004, ante 60.000 espectadores en el Estadio Olímpico. Meses después el concierto fue publicado en DVD llamado Eros Roma Live.
En 2005 aparece en octubre y en el día de su cumpleaños, como otras veces, el álbum Calma apparente (Calma aparente), que contiene un dueto con Anastacia, cuya canción se llama I belong to you/Il ritmo della passione (I belong to you/El ritmo de la pasión), el regreso lo hace con La nostra vita (Nuestra vida) batiendo el récord de emisiones de una canción en las emisoras italianas .
Casi simultáneamente salió en Italia Eros, lo giuro, el primer libro autorizado sobre la vida de Eros Ramazzotti, fruto de conversaciones con el periodista y escritor Luca Bianchini. Se convierte en el libro más vendido de Italia.

El martes 13 de noviembre de 2007 vio la luz una antología doble, cuyo nombre es e² (e al cuadrado), y que conmemora los 25 años de carrera de Eros. El primer sencillo de este disco es un dueto con Ricky Martin que se llama Non siamo soli (No estamos solos).

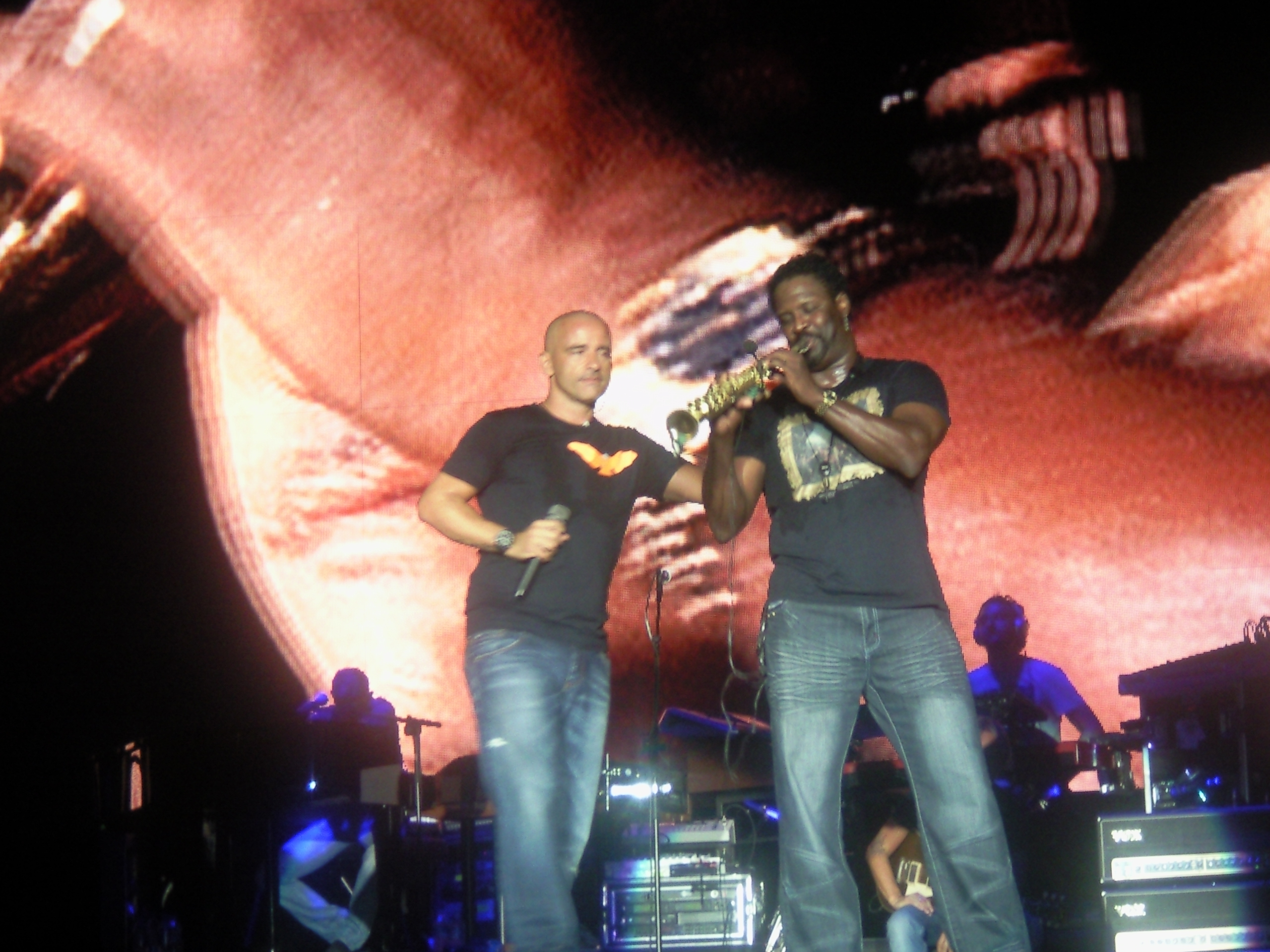
Eros en concierto, 2010

 Además este Grandes Éxitos contiene un dueto con Amaia Montero, una colaboración con Carlos Santana, otra con el mítico Steve Vai, con el grupo vocal Take 6 y otras muchas sorpresas, lo que pone muy en alto las expectativas de este. Paralelo a esto, Eros ha colaborado con el grupo sardo Tazenda cantando Domo Mia y recientemente fue invitado a cantar a dúo con el cantautor guatemalteco Ricardo Arjona en su nuevo disco Quién dijo ayer, el tema A ti.
El 2 de junio de 2009 se estrenó su nuevo disco, llamado Alas y raíces y cuyo primer sencillo se titula Dímelo a mí. En septiembre se comenzó a escuchar en la radio su segundo sencillo titulado Contra el viento.
La gira mundial de Ali e Radici (Alas y raíces) ha dado lugar a 21.00: Eros, nombre que proviene de la hora a la que comenzaron los conciertos durante la gira. 21.00: Eros ha salido en versión doble CD, DVD, DVD+2CD y triple vinilo. El primer sencillo ha sido el apoteósico comienzo del espectáculo Appunti e note (Apuntes y notas). El disco en concierto muestra la cara más rock del cantante, lleno de guitarras.

### 2010-2018:Somos,Perfectoy "Hay vida".
Tras tres años sin sacar un nuevo trabajo, en noviembre de 2012 Ramazzotti saca un nuevo disco, Somos, (Noi en su versión en italiano. El disco consta de 14 canciones, 5 de ellas con colaboraciones. Yo soy Tú, con el actor Andy García; Hasta el éxtasis con Nicole Scherzinger; Así con Il Volo; Uno más con Hooverphonic; y Testa o Cuore con Club Dogo.
El mismo año se edita el recopilatorio Eros Best Love Songs o en español Eros Romántico, con sus 18 canciones más románticas de la historia del cantante.
En 2014 aparece otro recopilatorio, Eros 30 para conmemorar los 30 años del artista en los escenarios.
El álbum con el título de "Perfecto" aparece en 2015, siendo un gran trabajo del cantautor italiano.
Su último álbum hasta la fecha es Hay Vida, el se incrusta de manera relajada y exitosa en la música juvenil de estos tiempos, pero conservando la gracia y demostrando la capacidad y la mente abierta de Eros. En este disco realiza dúos con Luis Fonsi, Helene Fischer y Alessia Cara.

### 2022:Battito infinito
Cuatro años después de su anterior producción, el artista italiano publica ‘Battito Infinito’ (‘Latido infinito'’ en su versión española), una colección de 12 canciones donde el amor universal es el hilo conductor.

### 2025–2026:Una historia importante World Tour
Tres años después de Battito infinito, Ramazzotti anunció su regreso a los escenarios con la gira mundial Una historia importante World Tour. El tour inicia con una première los días 17 y 18 de octubre de 2025 en Ámsterdam (Ziggo Dome) y continúa oficialmente en 2026 por Europa y América.

## Vida personal
A finales de 1996, tuvo una hija (Aurora Sophie) con la presentadora suiza Michelle Hunziker, con quien se casó en 1998 en el castillo de Bracciano, en las afueras de Roma. En 2002 la pareja se separó y el divorcio llegó en 2009. Posteriormente contrajo matrimonio con la modelo Marica Pellegrinelli (2014–2019), con quien tuvo a Raffaella Maria (2011) y Gabrio Tullio (2015). El 30 de marzo de 2023 se convirtió en abuelo tras el nacimiento de Cesare, hijo de Aurora Ramazzotti y Goffredo Cerza.

## Grandes éxitos

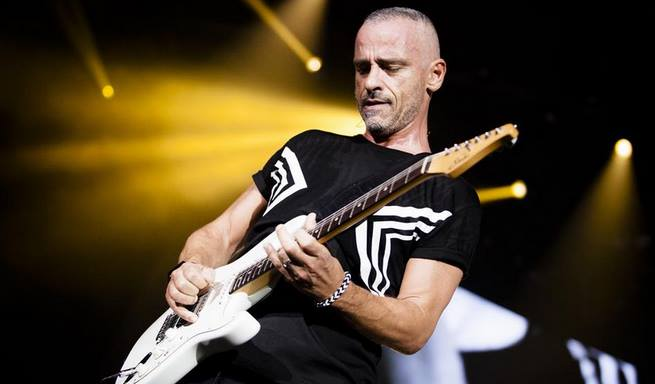
Eros Ramazzotti de gira.

1997 es el año elegido por Eros para que salga el primer disco del cantante de grandes éxitos Eros, y en él hay incluido un dueto con Tina Turner, es una versión de Cose della vita/Can't stop thinking of you (Cosas de la vida/Can't stop thinking of you) cantada en italiano (castellano y portugués) e inglés. También incluye una versión de Musica è (Música es) cantada con Andrea Bocelli que salió solamente en italiano.
Cuando parecía que iban a pasar otros tres años para que apareciese un nuevo disco del cantante, sale Eros live, (Eros en directo) en 1998, una auténtica joya de música en directo, un disco que recoge los duetos con Tina Turner (Cose della vita/Can't stop thinking of you) y Joe Cocker (That's all I need to know/Difenderò) en el concierto que Eros dio en Múnich en julio de ese año.

## Colaboraciones y trabajos para otros
Además de sus propios discos Eros comienza a producir a otros cantantes y grupos italianos, Gianni Morandi es el primero. Además, escribe Nadie para Cristian Castro, That's All I Need To Know para Joe Cocker, entre otras muchas canciones para cantantes italianos cómo Sposati! Subito! para la cantante italiana, Irene Grandi.
Además de las colaboraciones ya citadas, Eros, ha cantado con Biagio Antonacci (Almeno Non Tradirmi Tu), Antonella Bucci (Amarti È L'Immenso Per Me), Umberto Tozzi (Tu Vivrai), Gianni Morandi (Così Vanno Le Cose), Laura Pausini (Volare), Massimo Di Cataldo (Una Ragione Di Più), Luciano Pavarotti (Se Bastasse Una Canzone), Ricky Martin (Noi Non Siamo Soli), Cher (Più Che Puoi) y duetos con Ricardo Arjona (A Ti), Tina Turner (Cose Della Vita), Anastacia, Amaia Montero Essta pasando noviembre (I Belong To You), Steve Vai (Dove c'è musica), Dado Moroni (Dolce Barbara), Carlos Santana (Fuoco nel fuoco), Andrea Bocelli ("musica è" y "nel cuore leí") y con el grupo de pop-lírico Il Volo ("così") y con la cantante estadounidense Nicole Scherzinger (Eros Ramazzotti - Fino All'Estasi ft. Nicole Scherzinger).

## Misceláneo
Eros compone sus temas ayudado por Adelio Cogliati y Claudio Guidetti, y toca la guitarra, la percusión, el piano y la batería.
Si no hubiese sido cantante siempre dice que habría sido futbolista (el fútbol y la Juventus es su otra gran pasión), de hecho ha sido presidente de la Nazionale Italiana Cantanti, un equipo compuesto por cantantes italianos que juegan partidos a beneficio de los más desfavorecidos.
El video de la canción Otra como tu fue grabado en el puerto de Hamburgo, Alemania, y dirigido por Dario Piana; en él aparece la actriz italiana Francesca Neri.
En 1996 el ganador del Oscar, Giuseppe Tornatore, fue el encargado de dirigir el videoclip Stella gemella y su versión española Estrella gemela perteneciente al disco Dove c'è música.
Aparte de Italia, sus mayores éxitos los ha cosechado en España e Hispanoamérica (cantando en castellano) y Alemania.
En noviembre de 2006 salió al mercado un álbum de la italiana Laura Pausini, titulado Yo canto (Io canto en italiano); el cual recoge canciones que han marcado la vida de la artista y viene a ser un homenaje a los compositores italianos de las últimas décadas. En este álbum interpreta la canción Estrella Gemela, compuesta por Eros Ramazzotti. Además, en su megaconcierto Laura Pausini Live in San Siro 2007 interpreta su éxito Favola.

## Méritos
– Comendador de la Orden al Mérito de la República Italiana: fue condecorado con el cuarto honor civil más alto en Italia por el presidente de la República Carlo Azeglio Ciampi, el 6 de febrero de 2006.

## Discografía

### En italiano
33 RPM
- 1981 Rock '80 - Castrocaro '81 XXIII Concorso Nazionale Voci Nuove Per la Canzone

45 RPM
- 1982 Ad un Amico
- 1984 Terra Promessa

CD
- 1985 Cuori agitati
- 1986 Nuovi eroi
- 1987 In certi momenti
- 1988 Musica è
- 1990 In ogni senso
- 1991 Eros in concert
- 1993 Tutte storie
- 1996 Dove c'è música
- 1997 Eros
- 1998 Eros Live
- 2000 Stilelibero
- 2003 9
- 2005 Calma apparente
- 2007 e²
- 2009 Ali e radici
- 2012 Noi
- 2014 Eros 30 (Recopilación)
- 2015 Perfetto
- 2017 Eros Duets (Recopilación)
- 2018 Vita ce n'è
- 2022 Battito infinito

### En español
- 1985 Almas Rebeldes
- 1986 Héroes de hoy
- 1987 En ciertos momentos
- 1988 Música es
- 1990 En todos los sentidos
- 1991 Eros in Concert
- 1993 Todo historias
- 1996 Donde hay música
- 1997 Eros
- 1998 Eros Live
- 2000 Estilo libre
- 2003 9
- 2005 Calma aparente
- 2007 e²
- 2009 Alas y raíces
- 2012 Best love songs
- 2012 Somos
- 2014 Eros 30
- 2015 Perfecto
- 2017 Duets
- 2018 Hay vida
- 2022 Latido infinito

### Live
- 1991 Eros in concert
- 1998 Eros live
- 2010 21:00 Eros Live World Tour 2009/2010